# チタ
チタ（ロシア語: Чита チター, ロシア語ラテン翻字: Chita）は、ロシア連邦、ザバイカリエ地方の首府。人口は33万4423人（2021年）。

## 歴史

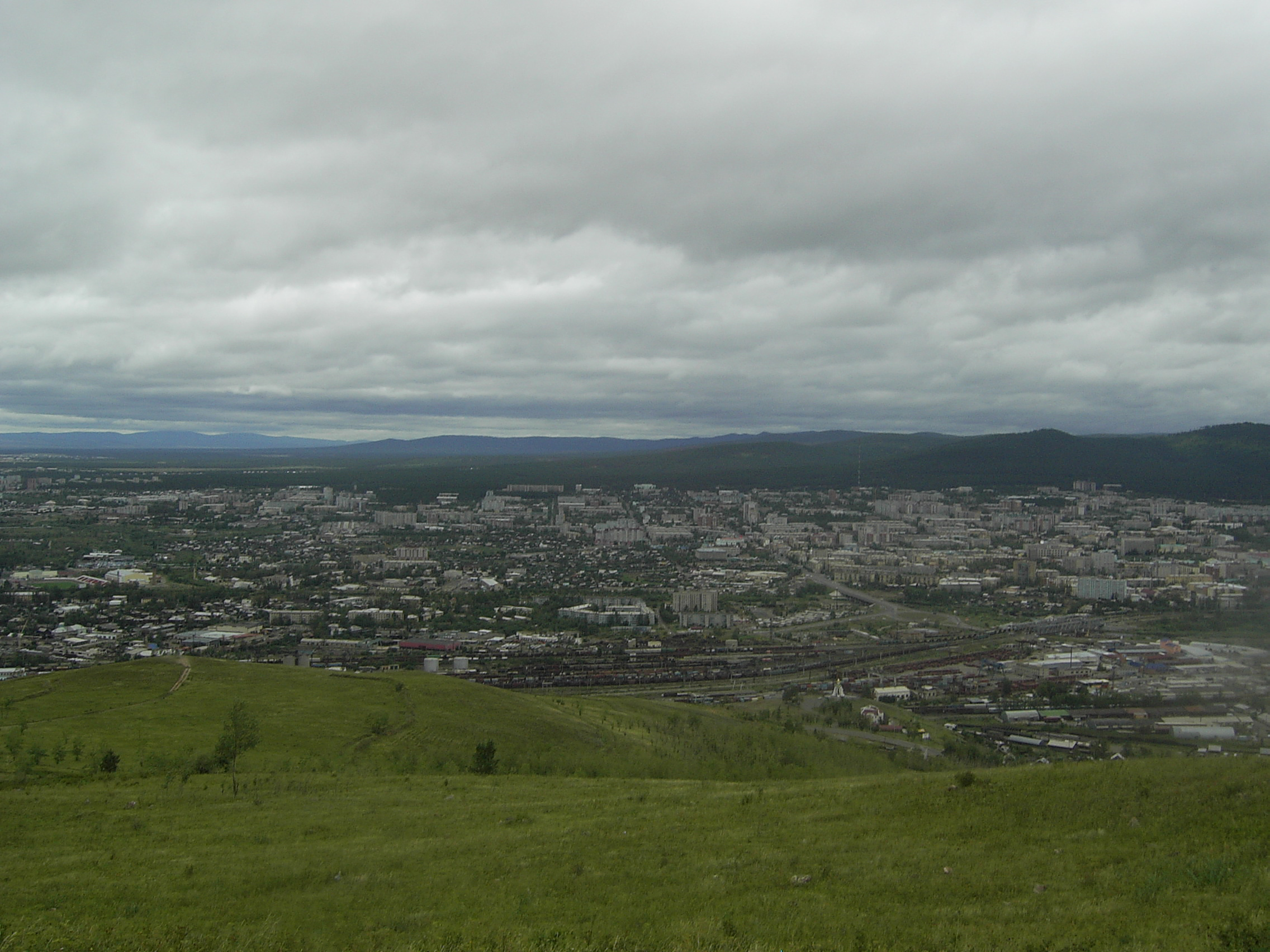
チタの遠景

17世紀半ば、インゴジンスコエ越冬部落として建設される。19世紀前半、デカブリストたちの流刑地となった。1851年に市に認定される。1900年にはシベリア鉄道が開通。
血の日曜日事件によってサンクト・ペテルブルクにおける労働者組織が壊滅すると、チタが労働者たちの活動の拠点となった。そして、1905年12月にチタ共和国が建設されたが、翌年ロシア政府によって解体された。
ロシア革命後、いわゆるシベリア出兵によって派遣された日本軍が1918年9月にチタを占領。しかし、1920年10月22日には再び赤軍が制圧し、極東共和国に組み込まれた。その後、極東共和国の首都はベルフネウジンスク（現在のウラン・ウデ）からチタに移された。極東共和国は1922年11月15日にロシアに併合された。
第二次世界大戦後は、第24収容施設（ラーゲリ）が設置され、シベリア抑留によって捕虜となった日本兵が収容された。彼らは鉄道建設などに酷使され、倒れた囚人のための日本人墓地も作られた。
2008年、シベリア連邦管区のチタ州は合併によりザバイカリエ地方になった。

## 地理
ケッペンの気候区分では、亜寒帯冬季少雨気候気候に属する。同じ気候区分のイルクーツクより年間の降水量が少なく、秋から冬はほとんど雨や雪が降らない。その分、冬の寒さがとても厳しくなる。

## 交通
鉄道
- シベリア鉄道チタII駅からモスクワ、イルクーツク、ウラジオストク、北京などへ向かう列車が発着する。

航空
- チタ国際空港でロシア国内主要都市および中国（北京、ハイラル、満洲里）と接続。

## 時間帯
ヤクーツク時間（Yakutsk Time、YAKT）で、協定世界時 (UTC) を9時間進ませた標準時 (UTC+9) である。ロシア第8標準時とも呼ばれ、日本標準時と同じである。

## 姉妹都市
- ハイラル区、中国 1992年
- チョイバルサン市、モンゴル 1995年
- アビリーン[3]、アメリカ合衆国 1996年
- 満州里市、中華人民共和国 1999年
- ウラン・ウデ、ロシア 2011年

## ギャラリー

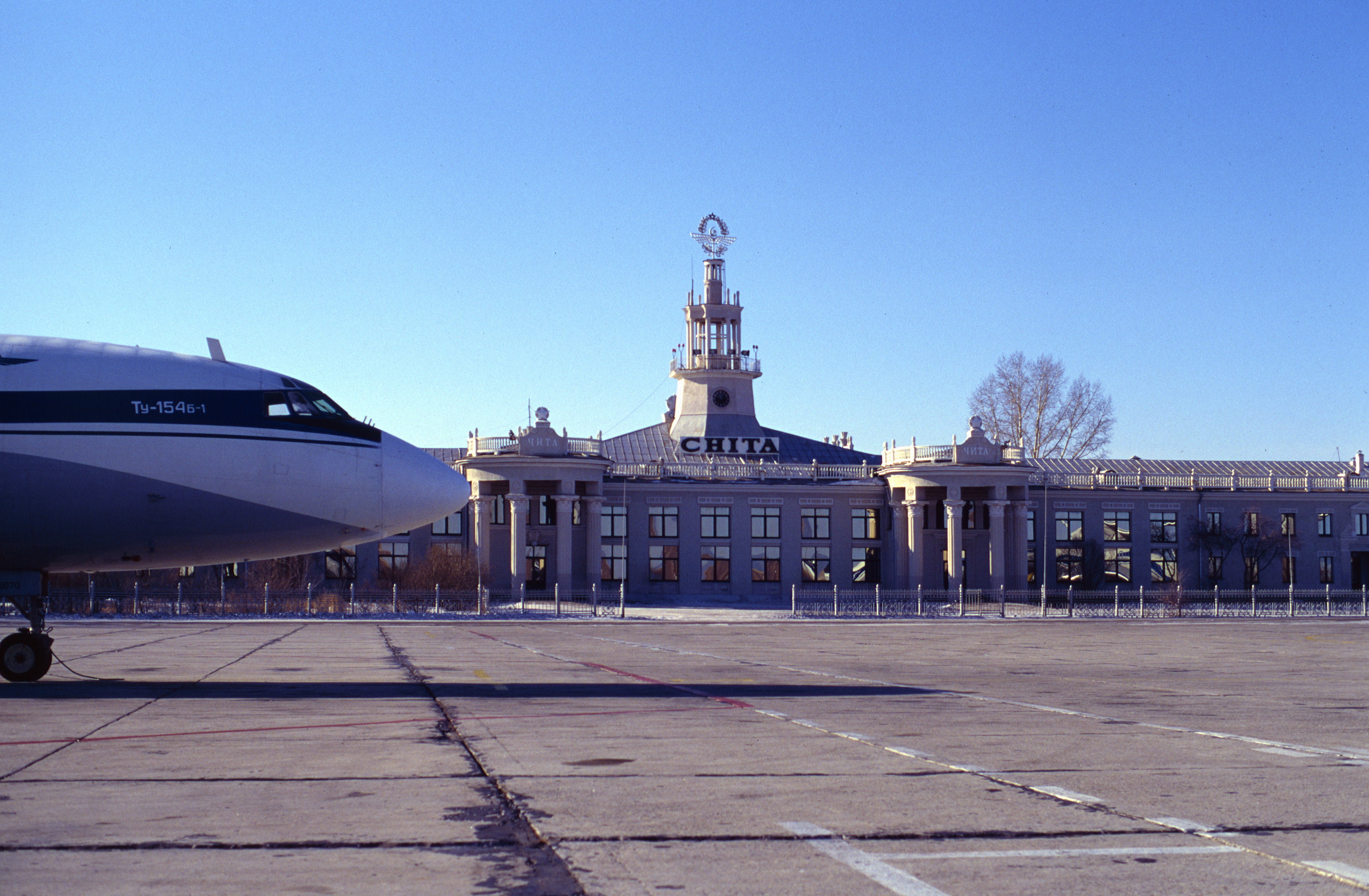
チタ空港とアエロフロートTu-154。1997年3月。
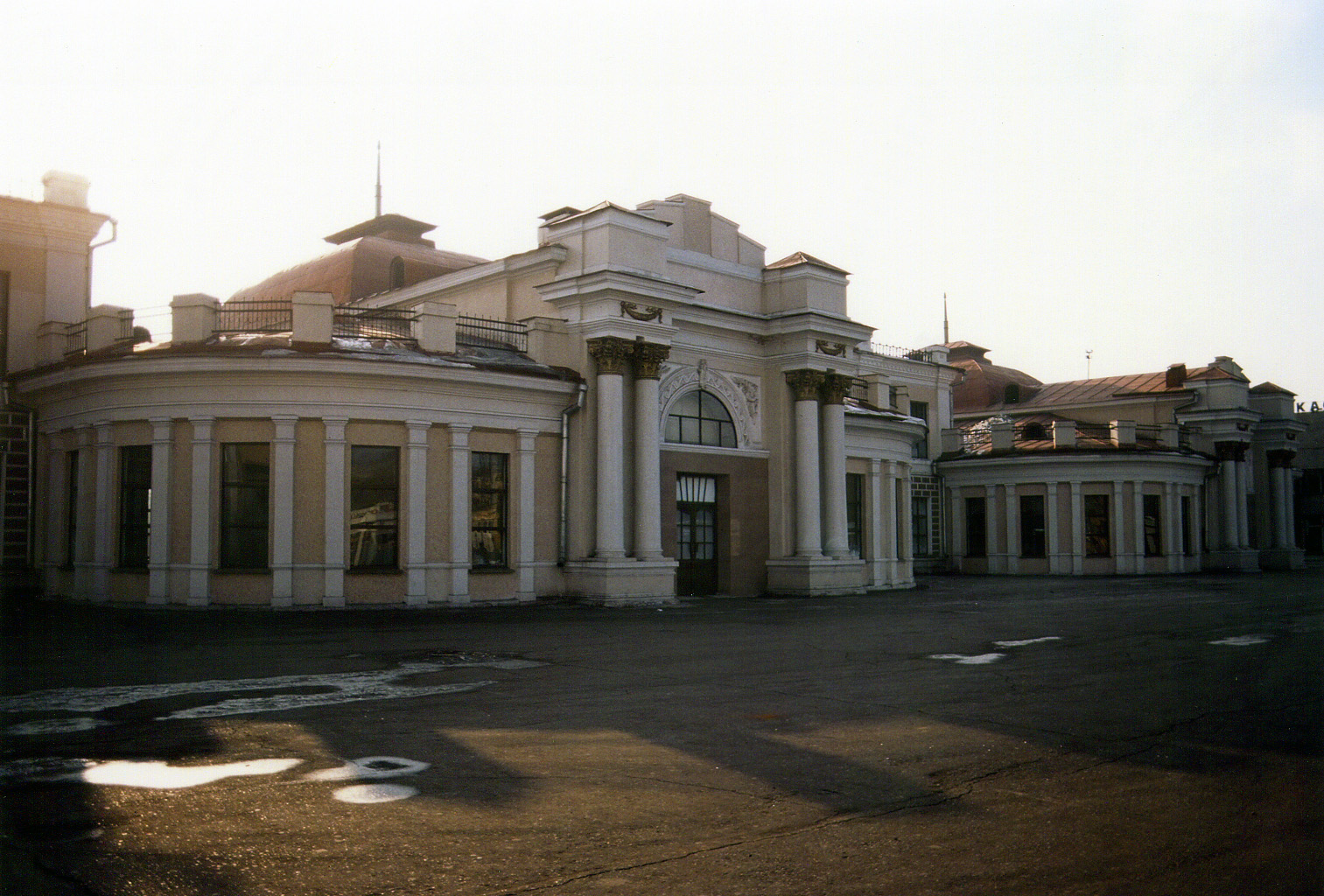
チタ駅。1997年3月。

## 気候
典型的な内陸性気候で、1月の月平均気温は-24.6℃、真冬の気温は－40℃を下回るほど冷え込むことがある。その一方で7月の月平均気温は19.5℃、真夏には30℃を超えることがあるなど、年較差がいちじるしく大きい。
| チタ (1991年–2020年)の気候 | チタ (1991年–2020年)の気候 | チタ (1991年–2020年)の気候 | チタ (1991年–2020年)の気候 | チタ (1991年–2020年)の気候 | チタ (1991年–2020年)の気候 | チタ (1991年–2020年)の気候 | チタ (1991年–2020年)の気候 | チタ (1991年–2020年)の気候 | チタ (1991年–2020年)の気候 | チタ (1991年–2020年)の気候 | チタ (1991年–2020年)の気候 | チタ (1991年–2020年)の気候 | チタ (1991年–2020年)の気候 |
| 月                         | 1月                        | 2月                        | 3月                        | 4月                        | 5月                        | 6月                        | 7月                        | 8月                        | 9月                        | 10月                       | 11月                       | 12月                       | 年                         |
| -------------------------- | -------------------------- | -------------------------- | -------------------------- | -------------------------- | -------------------------- | -------------------------- | -------------------------- | -------------------------- | -------------------------- | -------------------------- | -------------------------- | -------------------------- | -------------------------- |
| 最高気温記録 °C （°F）     | 0.4 (32.7)                 | 7.4 (45.3)                 | 18.3 (64.9)                | 29.3 (84.7)                | 34.6 (94.3)                | 38.8 (101.8)               | 38.0 (100.4)               | 40.6 (105.1)               | 30.9 (87.6)                | 22.7 (72.9)                | 12.7 (54.9)                | 5.0 (41)                   | 40.6 (105.1)               |
| 平均最高気温 °C （°F）     | −17.2 (1)                  | −9.5 (14.9)                | 0.0 (32)                   | 9.7 (49.5)                 | 18.2 (64.8)                | 24.9 (76.8)                | 26.7 (80.1)                | 23.7 (74.7)                | 16.8 (62.2)                | 7.0 (44.6)                 | −6.0 (21.2)                | −15.7 (3.7)                | 6.6 (43.9)                 |
| 日平均気温 °C （°F）       | −24.6 (−12.3)              | −18.3 (−0.9)               | −8.1 (17.4)                | 2.2 (36)                   | 10.2 (50.4)                | 17.1 (62.8)                | 19.5 (67.1)                | 16.6 (61.9)                | 9.2 (48.6)                 | −0.1 (31.8)                | −12.5 (9.5)                | −22.1 (−7.8)               | −0.9 (30.4)                |
| 平均最低気温 °C （°F）     | −30.4 (−22.7)              | −25.9 (−14.6)              | −16.0 (3.2)                | −5.0 (23)                  | 2.2 (36)                   | 9.2 (48.6)                 | 12.7 (54.9)                | 10.4 (50.7)                | 2.7 (36.9)                 | −6.0 (21.2)                | −18.0 (−0.4)               | −27.4 (−17.3)              | −7.6 (18.3)                |
| 最低気温記録 °C （°F）     | −49.6 (−57.3)              | −48.0 (−54.4)              | −45.3 (−49.5)              | −29.6 (−21.3)              | −13.3 (8.1)                | −5.4 (22.3)                | 0.1 (32.2)                 | −9.2 (15.4)                | −10.8 (12.6)               | −33.1 (−27.6)              | −41.1 (−42)                | −47.8 (−54)                | −49.6 (−57.3)              |
| 降水量 mm （inch）         | 2.9 (0.114)                | 1.8 (0.071)                | 4.0 (0.157)                | 11.6 (0.457)               | 26.7 (1.051)               | 59.4 (2.339)               | 88.3 (3.476)               | 85.4 (3.362)               | 41.0 (1.614)               | 9.5 (0.374)                | 5.2 (0.205)                | 5.2 (0.205)                | 341 (13.425)               |
| 平均降雨日数               | 0                          | 0                          | 0                          | 2                          | 10                         | 16                         | 18                         | 18                         | 12                         | 2                          | 0                          | 0                          | 78                         |
| 平均降雪日数               | 15                         | 8                          | 7                          | 4                          | 1                          | 0                          | 0                          | 0                          | 0                          | 4                          | 11                         | 15                         | 65                         |
| % 湿度                     | 76                         | 72                         | 59                         | 47                         | 46                         | 58                         | 68                         | 73                         | 66                         | 61                         | 70                         | 77                         | 64.4                       |
| [ 要出典 ]                 |                            |                            |                            |                            |                            |                            |                            |                            |                            |                            |                            |                            |                            |